# Викарная менструация
Викарная менструация (лат. menstruatio vicaria) — кровотечение, синхронизированное с менструальным циклом, из слизистых оболочек органов, кроме матки. Устаревшее название: внематочная или опосредованная менструация. Может быть дополнительной, одновременно с нормальной менструацией, или заместительной, на фоне отсутствия обычной. Точные причины явления в настоящее время не известны.
В XIX веке и ранее менструации рассматривали с точки зрения «кровь должна найти выход из тела тем или иным способом», и викарные менструации считались лучшим вариантом для здоровья, нежели отсутствие выделения крови. С XX века викарная менструация перестала рассматриваться как отдельный медицинский феномен.

## Описание феномена
Викарные процессы (от лат. vicarius — «замещающий») в общем виде — это вид приспособительных реакций организма, поддерживающих гомеостаз, при повреждениях и заболеваниях. К ним относятся и внематочные кровотечения у женщин.
Викарная менструация — это кровотечение, синхронизированное с менструальным циклом, из слизистых оболочек экстрагенитальных (не относящихся к половым) органов, внематочное кровотечение при нарушении менструального цикла.
Такие кровотечения возможны из слизистых оболочек носа, дёсен, желудка и кишечника, полости рта, лёгких и других органов. Обычно больные знают о своей проблеме, но обращаются к врачу лишь при достаточно сильной кровопотере. При значительном викарном кровотечении может потребоваться неотложная помощь и госпитализация, но такие случаи очень редки. Может поражаться только один из парных органов — например, глаз.
Вне времени менструации органы, из которых наблюдается кровотечение, не проявляют внешней патологии. Например, обильная викарная менструация полости рта может наблюдаться на фоне здоровых зубов и дёсен. Внешнее проявление может быть и незначительным, таким как герпес на щеке. Известны случаи викарной менструации как проявления религиозных стигматов.
Различают две формы: дополнительную, при которой кровотечение наблюдается одновременно с обычной менструацией, и заместительную, при которой менструация отсутствует. Вторая разновидность более редкая, около 30 % случаев.
Перед началом викарной менструации женщины часто чувствуют боль тянущего характера внизу живота и в области поясницы. Время наступления викарной менструации может быть очень точным относительно начала менструального цикла, начинаться ровно в тот же день.

## Исторический взгляд (XVIII—XIX вв.)
Самое раннее из известных упоминание викарной менструации принадлежит Гиппократу (V в. до н.э.), афоризм V:33: «Для женщины при остановке месячных очищений хорошо, если кровь пойдёт из носа». Вплоть до XIX века менструация не связывалась с репродуктивной функцией непосредственно. Она воспринималась лишь как один из многих признаков женской фертильности, но лишь в плане общего состояния здоровья. При этом выделения считались ядовитыми, а менструация рассматривалась как естественный способ удаления «избыточной» крови. Кровяные выделения из молочных желез и различных органов на лице в древности рассматривались как признак, указывающий на пророческий дар женщины.
Большая подборка случаев викарной менструации за XVI—XVII века собрана в труде «Историко-медицинская партенология» (1729) Мартина Шурига. В книге описаны случаи кровотечения не только через глаза, но и через кожу (вплоть до стоп и пупа), уши, дёсны; также кровавые рвота и кашель. Концепция явления типична для того времени: «природа ищет пути выхода менструальной крови». Напрямую с женской фертильностью менструация была связана только во второй половине XVIII века. Мнение, что викарная менструация гораздо предпочтительнее полного отсутствия менструаций, сохранялось вплоть до XIX века.
В XVI—XVII веках и начале XVIII медики всерьёз обсуждали феномен менструирующих мужчин. У некоторых полнокровных мужчин периодически и регулярно текла кровь из носа, ануса (геморрой), у пожилых могли быть выделения крови с мочой, а болезни лёгких могли сопровождаться кашлем с кровью. Подобное могли трактовать как стремление организма избавиться от избытка «вредной» крови, то есть как менструацию. Были и необычные случаи — в 1780 году М. Каррере в письме во Французское королевское медицинское общество описал случай двадцатипятилетнего мельника Жака Сола, у которого ежемесячно текла кровь из правого мизинца после того, как он переболел в 1764 году дизентерией и перипневмонией. Врач счёл, что причиной является «подавление обычного кровотечения» в организме, и лечил больного кровопусканием.
В XIX веке практически все гинекологические учебники и нередко другие медицинское книги содержали главы о викарной менструации, а медицинские журналы публиковали статьи каждый месяц. Взгляд на викарные менструации сохранялся тот же: считали, что менструальная кровь должна найти выход из тела. И, если нормальная менструация по каким-либо причинам невозможна, она находит другой путь и выделяется из другого органа. Поэтому использовали также такие названия, как внематочная или опосредованная менструация. В те времена считали, что менструация вызывает общее увеличение сосудистого напряжения в организме, которое требует разрядки. Р. Барнс писал, что менструация — это не просто функция матки и яичников, но системная функция, которая необходима для благополучия индивида.

Такое состояние не считалось патологическим, хотя и рассматривалось как физиологически «трудные условия», попытка тела «восстановить равновесие». Например, указывали на связь между викарной менструацией и меланхоличностью характера. При этом кровавый чахоточный кашель и ульцерозные (язвенные) кровотечения также относили к этому феномену: считалось, что избыток крови прорывается в точке наименьшего сопротивления организма, и поэтому врачи даже поощряли такие кровотечения, считая, что они не нарушают работу организма и не истощает его.
…случаи заместительной менструации доказывают, насколько интенсивны усилия природы в поисках выхода для крови. Они, по-видимому, показывают, что напряжение сосудистой системы становится общим, когда выход через слизистую оболочку матки не свободен.
Считалось, что кровь при менструации выделяется из слизистых, поэтому в дополнение или взамен выделению крови из слизистой оболочки матки также могли использоваться другие слизистые организма. Описан случай, когда викарная менструация наблюдалась у девушки со множественными патологиями развития, включая отсутствие матки. Чаще всего в плане замещения матки упоминались нос, уши, глаза, дёсны и лёгкие. Но были и экзотические случаи, такие как культя ампутированной конечности. Кровотечение могло идти из сосков груди. Описан случай, когда у женщины возникла опухоль в левом подреберье, из которой после возникновения язв регулярно, каждые три-четыре недели, вытекала кровь. Обычные менструации при этом прекратились. Патологическое состояние прекратилось после родов, причём викарные кровотечения прекратились, а язвы зарубцевались ещё в конце беременности. Впоследствии восстановились обычные менструации. В 1913 году был описал случай викарной менструации, связанный с язвами на ногах женщины. Патология прошла после родов. Известен случай, когда изначально викарное кровотечение было из кожи щеки, а после хирургического иссечения дефекта через несколько месяцев проявилось из уголка глаза.
Известен случай, отнесённый к викарной менструации, когда при беременности сохранялась обычная менструация, сопровождающаяся сильным кашлем с кровью. К викарной менструации часто относили и кровотечения из носа (мембраны Шнайдера), и желудочные, которые называли в таких случаях менструальной рвотой, и кровотечения из прямой кишки, включая случаи геморроя. Форма выделений при этом также могла быть любой: кроме кровотечений слизистых оболочек, к викарной менструации относили и образование гематом, и пот с кровью. Более того, к викарной менструации могли относить и слизистые выделения из вульвы (бели), не содержащие крови.
Предписывалось «стимулировать матку» введением горячей воды с йодом; в качестве «полезных лекарств» рекомендовались спорынья, ртуть и мышьяк. Применялось лечение индукционным током (фарадизация). Теория «сосудистого напряжения» предполагала уменьшение этого напряжения при помощи пиявок. При этом пиявки могли ставить непосредственно в вагину или в область ануса, чтобы притянуть кровь «на место». Также использовали банки на область крестца или поясницы и на шейку матки, применяли слабительное. Могли использовать скарификацию. Эти манипуляции рекомендовалось делать на пике менструального цикла. Подобное поощрение кровотечений у женщин сопровождалось риском для здоровья и даже жизни — например, чахотку могли счесть викарной менструацией. Вероятно, большое количество женщин с диагнозом викарной менструации на самом деле страдали от туберкулёза лёгких, см. пример в AJMS за 1985 год. Более редкие случаи — эндометриоз лёгких. Описаны случаи с кровавым кашлем во время менструации, причём туберкулёз не обнаруживался.
Уже в XIX веке не все были согласны с описанной теорией. Например, доктор Уилкс рассматривал концепцию викарных менструаций как старые популярные верования, изложенные медицинским языком, о чём сообщал Британскому гинекологическому обществу, а также писал открытое письмо редактору журнала «The Lancet» о недостоверности данных. Отмечалось, что феномены, относимые к викарной менструации, не всегда тщательно исследовались, причём многие исследователи заимствовали описания клинических случаев у других медиков, а сами могли даже не сталкиваться на практике. Например, Р. Бёрнс в своей работе описал 29 случаев, но при этом из них только один наблюдал лично, остальные были взяты из более ранних учебников и статей по гинекологии.
Ральф Ларраби в 1907 году предпринял попытку классификации викарных менструаций.
1. Обычная менструация заменяется кровотечением из какого-либо другого органа, но отсутствует общая геморрагическая патология. Это наиболее распространённая форма, протекает обычно достаточно благоприятно.
2. Нормальные менструации прекращаются, возникает общая геморрагическая тенденция, клинически проявляющаяся подобно геморрагической пурпуре (васкулиту). В результате возникает анемия, в тяжёлых случаях с риском летального исхода.
3. Патология связана с гемофилией разной степени выраженности. В таких случаях может иметься соответствующий семейный анамнез, аномально сильные кровотечения с детства при травмах. Подобные случаи относятся к викарной менструации формально, так как кровотечения могут синхронизироваться с месячными.

Викарная менструация как явление считалась естественным феноменом, не вызывающим здорового скептицизма.

## Современный взгляд
В начале XX века научные дебаты по теме викарной менструации практически исчезли, тема изменила статус с актуальной проблемы почти на народное предание: феномен стали рассматривать как случаи эндометриоза. Однако и сейчас точная патофизиология викарной менструации не известна. Помимо реакции сосудистой сети на гормоны при наличии ткани эндометрия вне матки известно, что эстроген и прогестерон могут повышать проницаемость капилляров, приводя к гиперемии, застойным явлениям и вторичным кровотечениям из внематочных тканей. В частности, ткань конъюнктивы демонстрирует циклические изменения эпителия во время менструации и менопаузы. Половые стероидные гормоны, такие как эстроген, прогестерон и андроген, могут быть связаны с различными патологиями глаз: в тканях глаз имеются чувствительные к ним рецепторы. То есть патологии, влияющие на уровень половых гормонов, также могут вызывать изменения в тканях глаз. Кроме того, гемолакрия как проявление викарной менструации возможна на фоне предменструальной эстрогенной гипертензии капилляров глаза: повышенное давление в них способствует проникновению крови в слёзную жидкость. Если органическая патология отсутствует, то гемолакрия является не симптомом некоего заболевания, а самостоятельным состоянием организма.
Гематидроз и гемолакрия в большинстве случаев является психогенными состояниями, но в некоторых случаях могут иметь связь с менструальным циклом, особенно кровотечение из глаз. Такие проявления викарной менструации чаще всего происходят через некоторое время после менархе. В зрелом возрасте, включая климактерический период, феномен случается реже. Также известен случай, когда у 13-летней девочки викарная менструация имела место в течение полугода перед менархе.
Современные исследования выявили возможность скрытой гемолакрии: при отсутствии визуально заметной крови в слезах она обнаруживается лабораторными методами. Кровь выявили в слезах у 18 % фертильных женщин, причём чаще всего во время первой недели менструального цикла; при этом кровь в слёзной жидкости не обнаруживалась у беременных женщин и у женщин во время менопаузы. Авторы исследования считают, что скрытая гемолакрия у фертильных женщин скорее всего имеет гормональную природу, в отличие от обычной гемолакрии, которая обычно вызывается местными факторами травматического или воспалительного характера. Кроме того, скрытая гемолакрия была обнаружена у двух мужчин из 24, принимавших участие в эксперименте.
Имеются данные, что использование оральных гормональных контрацептивов не влияет на клиническую картину викарной менструации.
Современный подход к лечению — нормализация механизма гемостаза, часто при помощи гормональной терапии, в том числе оральными противозачаточными контрацептивами. Заместительную менструацию, обусловленную эндометриозом, можно излечивать хирургически, резекцией аберрантной (отклоняющейся от нормы) ткани эндометрия.

## Причины возникновения
Причина викарных менструаций в точности не известна. Предполагается снижение свёртываемости крови и увеличение проницаемости кровеносных сосудов в этот период. Также возможны кровотечения вследствие наличия эндометриоза, в том числе и на послеоперационных рубцах матки (например, после кесарева сечения).
Примерно 30 % экстрагенитальных кровотечений приходится на нос, поскольку слизистые оболочки носа и матки реагируют на одни и то же гормональные стимулы, а именно — уровень эстрогена. При его повышении слизистая оболочка обоих органов набухает кровью. Также подобные изменения могут быть вызваны генерализованным спазмом сосудов и повышенной проницаемостью капилляров — эти явления имеют место за несколько дней до менструации. При подобных сосудистых нарушениях может возникнуть кровотечение из сетчатки, конъюнктивы, кожи, рук или желудка. Известны случаи, когда роль играют и гормональный фактор, и сосудистый одновременно.
Викарная менструация может быть вызвана эндометриозом в областях  рубцовой ткани после операций на органах малого таза, особенно после миомэктомии и кесарева сечения, а также эпизиотомий и вагинальных оперативных вмешательств.